# Майлз, Дариус
Да́риус Лавар Майлз (англ. Darius LaVar Miles; род. 9 октября 1981 года в Белвилле, Иллинойс) — американский профессиональный баскетболист, выступавший в Национальной баскетбольной ассоциации.

## Биография
Майлз учился в старшей школе Восточного Сент-Луиса, штат Иллинойс, и в 2000 году был признан лучшим баскетболистом штата среди школьников. В том же году он не смог набрать необходимый проходной балл, чтобы поступить в Университет Святого Иоанна в Нью-Йорке, поэтому сразу после окончания школы начал карьеру профессионального баскетболиста. На драфте НБА 2000 года он под 3-м номером был выбран клубом «Лос-Анджелес Клипперс». После первого сезона Дариус вошёл в символическую сборную новичков. Два сезона в Лос-Анджелесе Майлз выходил на площадку со скамейки, в среднем набирая 9,4 очков и делая 5,7 подборов.
В 2002 году Майлз перешёл в «Кливленд Кавальерс», где стал игроком стартовой пятёрки, однако в плане результативности по сравнению с «Клипперс» он не прогрессировал. В 2004 году он снялся в молодёжной комедии «Высший балл», где сыграл школьную звезду баскетбола. Через полтора года «Кавальерс» обменяли Дариуса в Портленд. После перехода в Портленд, где он вновь был игроком стартовой пятёрки, Майлз стал активнее играть в атаке и, как следствие, набирать больше очков. По ходу сезона 2004/2005 Майлз конфликтовал с тренером команды, Морисом Чиксом, за что был лишён места в стартовой пятёрке и подвергался дисквалификации. После провального старта сезона Чикс был уволен за неудовлетворительные результаты, а Майлз вновь стал выходить на площадку с первых минут. 19 апреля 2005 года он установил личный рекорд, набрав 47 очков в игре против «Денвер Наггетс».
Майлз хорошо начал сезон 2005/2006, в первых 15 играх набирая в среднем по 18 очков, однако 2 декабря он получил тяжёлую травму правого колена, которая потребовала операции и долгого восстановления. 9 апреля 2006 года у Дариуса случился рецидив травмы, из-за чего в сезонах 2006/2007 и 2007/2008 он ни разу не выходил на площадку. В марте 2008 года доктора вынесли вердикт, что травма Майлза несовместима с профессиональным баскетболом, и 14 апреля 2008 года «Трэйл Блэйзерс» расторгли с баскетболистом контракт.
22 августа 2008 года Майлз неожиданно подписал негарантированный контракт с чемпионами ассоциации, клубом «Бостон Селтикс». По его заверениям он сумел побороть травму и собирается к концу года выйти на пик спортивной формы. Однако 20 октября «Селтикс» расторгли контракт с Майлзом, чтобы сократить свой состав до максимально разрешённых ассоциацией 15 человек.
13 декабря 2008 года Майлз подписал контракт с клубом НБА «Мемфис Гриззлис». Всего Майлз в качестве резервного форварда принял участие в 34 матчах сезона, набирая в среднем по 3,5 очка за игру. Летом 2009 года «Гриззлис» не стали продлевать с Майлзом контракт, и он стал свободным агентом. В 2010 году Майлз провёл 7 предсезонных игр в составе «Шарлотт Бобкэтс», но в команде закрепиться не сумел и до начала сезона был отчислен из команды.

## Проблемы с законом
3 августа 2011 года Майлз был арестован в аэропорту Сент-Луиса за попытку пронести заряженный пистолет в самолёт. В 2009 году он уже арестовывался за хранение марихуаны и вождение автомобиля с недействительными правами.
Майлз и ещё 17 бывших игроков НБА (Терренс Уильямс — организатор схемы, Тони Аллен, Антуан Райт, Алан Андерсон, Шэннон Браун, Глен Дэвис, Крис Дуглас-Робертс, Мелвин Эли, Уилл Байнам, Джамарио Мун, Милт Паласио, Рубен Паттерсон, Эдди Робинсон, Грег Смит, Себастьян Телфэйр, Си Джей Уотсон и Тони Ротен) были обвинены в преступной схеме, которая сводилась к тому, что бывшие баскетболисты получали компенсацию от программы медицинского страхования игроков НБА за медицинские процедуры, которые им на самом деле не проводили.

## Статистика

### Статистика в НБА
| Сезон                                                                                    | Команда  | Регулярный сезон | Регулярный сезон | Регулярный сезон | Регулярный сезон | Регулярный сезон | Регулярный сезон | Регулярный сезон | Регулярный сезон | Регулярный сезон | Регулярный сезон | Регулярный сезон | Серия плей-офф | Серия плей-офф | Серия плей-офф | Серия плей-офф | Серия плей-офф | Серия плей-офф | Серия плей-офф | Серия плей-офф | Серия плей-офф | Серия плей-офф | Серия плей-офф |
| Сезон                                                                                    | Команда  | GP               | GS               | MPG              | FG%              | 3P%              | FT%              | RPG              | APG              | SPG              | BPG              | PPG              | GP             | GS             | MPG            | FG%            | 3P%            | FT%            | RPG            | APG            | SPG            | BPG            | PPG            |
| ---------------------------------------------------------------------------------------- | -------- | ---------------- | ---------------- | ---------------- | ---------------- | ---------------- | ---------------- | ---------------- | ---------------- | ---------------- | ---------------- | ---------------- | -------------- | -------------- | -------------- | -------------- | -------------- | -------------- | -------------- | -------------- | -------------- | -------------- | -------------- |
| 2000/01                                                                                  | Клипперс | 81               | 21               | 26,3             | 50,5             | 5,3              | 52,1             | 5,9              | 1,2              | 0,6              | 1,5              | 9,4              | Не участвовал  | Не участвовал  | Не участвовал  | Не участвовал  | Не участвовал  | Не участвовал  | Не участвовал  | Не участвовал  | Не участвовал  | Не участвовал  | Не участвовал  |
| 2001/02                                                                                  | Клипперс | 82               | 6                | 27,2             | 48,1             | 15,8             | 62,0             | 5,5              | 2,2              | 0,9              | 1,3              | 9,5              | Не участвовал  | Не участвовал  | Не участвовал  | Не участвовал  | Не участвовал  | Не участвовал  | Не участвовал  | Не участвовал  | Не участвовал  | Не участвовал  | Не участвовал  |
| 2002/03                                                                                  | Кливленд | 67               | 62               | 30,0             | 41,0             | 0,0              | 59,4             | 5,4              | 2,6              | 1,0              | 1,0              | 9,2              | Не участвовал  | Не участвовал  | Не участвовал  | Не участвовал  | Не участвовал  | Не участвовал  | Не участвовал  | Не участвовал  | Не участвовал  | Не участвовал  | Не участвовал  |
| 2003/04                                                                                  | Кливленд | 37               | 16               | 24,0             | 43,2             | 16,7             | 54,2             | 4,5              | 2,2              | 0,7              | 0,7              | 8,9              | Не участвовал  | Не участвовал  | Не участвовал  | Не участвовал  | Не участвовал  | Не участвовал  | Не участвовал  | Не участвовал  | Не участвовал  | Не участвовал  | Не участвовал  |
| 2003/04                                                                                  | Портленд | 42               | 40               | 28,4             | 52,6             | 20,0             | 70,2             | 4,6              | 2,0              | 1,0              | 0,8              | 12,6             | Не участвовал  | Не участвовал  | Не участвовал  | Не участвовал  | Не участвовал  | Не участвовал  | Не участвовал  | Не участвовал  | Не участвовал  | Не участвовал  | Не участвовал  |
| 2004/05                                                                                  | Портленд | 63               | 22               | 27,0             | 48,2             | 34,8             | 60,0             | 4,7              | 2,0              | 1,2              | 1,2              | 12,8             | Не участвовал  | Не участвовал  | Не участвовал  | Не участвовал  | Не участвовал  | Не участвовал  | Не участвовал  | Не участвовал  | Не участвовал  | Не участвовал  | Не участвовал  |
| 2005/06                                                                                  | Портленд | 40               | 23               | 32,1             | 46,1             | 20,0             | 53,4             | 4,6              | 1,8              | 1,1              | 1,0              | 14,0             | Не участвовал  | Не участвовал  | Не участвовал  | Не участвовал  | Не участвовал  | Не участвовал  | Не участвовал  | Не участвовал  | Не участвовал  | Не участвовал  | Не участвовал  |
| 2008/09                                                                                  | Мемфис   | 34               | 0                | 8,8              | 48,5             | 16,7             | 74,2             | 1,7              | 0,5              | 0,3              | 0,6              | 3,5              | Не участвовал  | Не участвовал  | Не участвовал  | Не участвовал  | Не участвовал  | Не участвовал  | Не участвовал  | Не участвовал  | Не участвовал  | Не участвовал  | Не участвовал  |
|                                                                                          | Всего    | 446              | 190              | 26,3             | 47,2             | 16,8             | 59,0             | 4,9              | 1,9              | 0,9              | 1,1              | 10,1             | Не участвовал  | Не участвовал  | Не участвовал  | Не участвовал  | Не участвовал  | Не участвовал  | Не участвовал  | Не участвовал  | Не участвовал  | Не участвовал  | Не участвовал  |
| Наведите курсор мыши на аббревиатуры в заголовке таблицы, чтобы прочесть их расшифровку. |          |                  |                  |                  |                  |                  |                  |                  |                  |                  |                  |                  |                |                |                |                |                |                |                |                |                |                |                |